# Recunoștință
Recunoștința este un sentiment pozitiv pe care o persoană îl simte față de altă persoană atunci când aceasta i-a făcut un bine, o favoare sau i-a făcut un dar. Recunoștința include o datorie morală și o prețuire a ajutorului dat. Recunoștința întărește legăturile sociale prin faptul că leagă îndivizii prin acțiunile lor și întărește sentimentul de apartenență. Persoana față de care se îndreaptă recunoștința își îmbunătățește autostima prin faptul că vede că faptele sale sunt apreciate. Psihoanaliștii zic că sentimentul opus recunoștinței este invidia.

## Recunoștința la nivel personal
Recunoștința se manifestă printr-un limbaj politicos și amabil, comportament amiabil, cadouri, etc. 

## Recunoștința în religie
În religie recunoștința se reflectă prin rugăciuni, pelegrinaje, jertfe, ritualuri, etc.

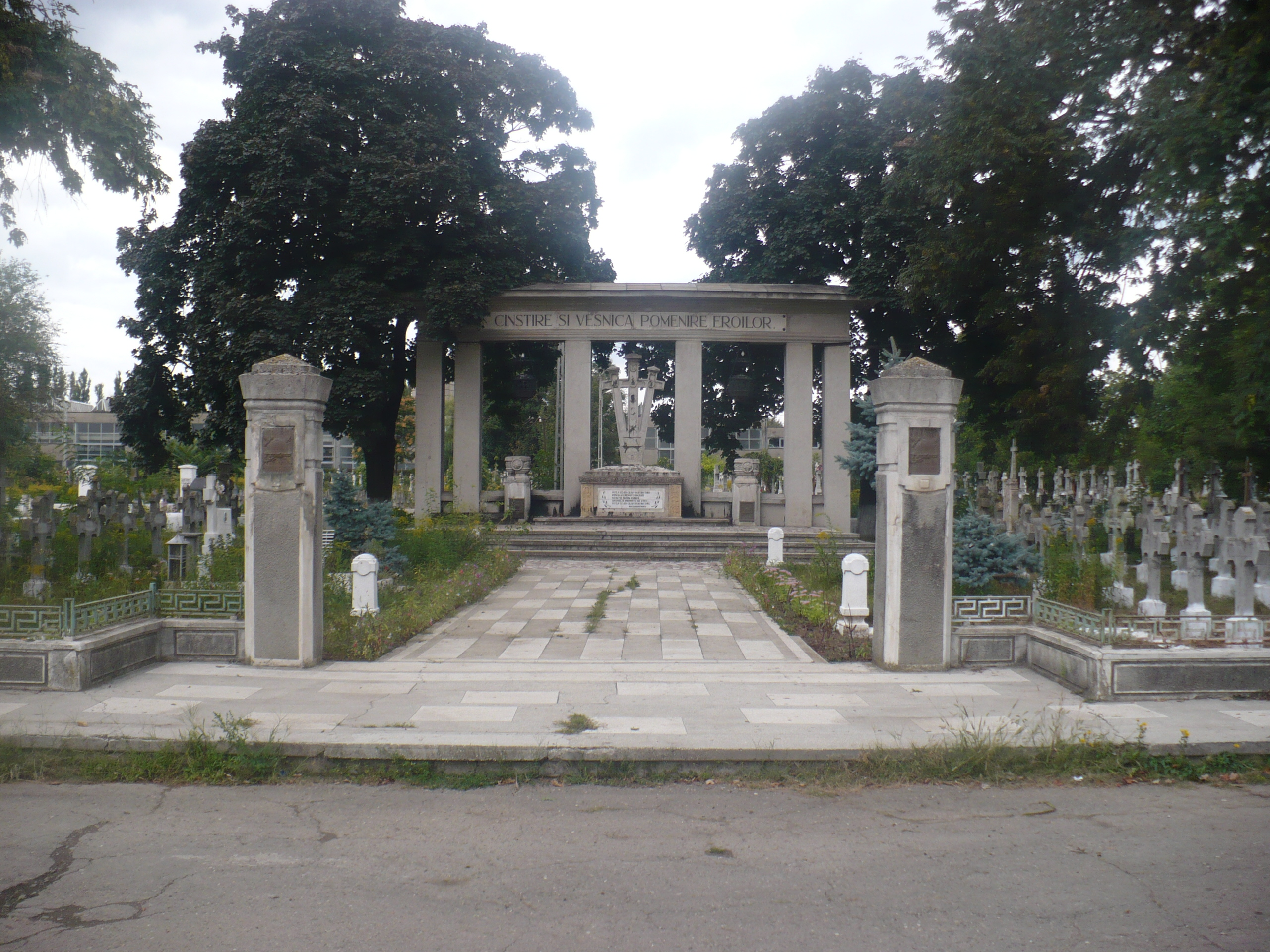
Mausoleu dedicat eroilor români căzuți în lupte

În iudaism recunoștința este o parte importantă a cultului și face parte din toate aspectele vieții credinciosului. În viziunea lumii iudee toate lucrurile vin de la Dumnezeu și pentru aceasta recunoștința este foarte importantă pentru evrei. Ca semn de recunoștință evreii fac rugăciuni și recită mai mult de 100 de adorații pe zi, adorații numite berakhots.
În islamism, Coranul este plin de ideea de recunoștință. Coranul încurajează pe adepții săi să fie recunoscători lui Dumnezeu în orice situație. Învățătura islamică insistă pe ideea că acei care vor fi recunoscători vor fi răsplătiți cu mari plăceri. O zicală musulmană clasică zice că Primii care vor intra în Rai vor fi cei care au adus recunoștință lui Dumnezeu în orice circumstanță. Rugăciunea zilnică încurajează adepții în a se ruga de cinci ori pe zi, rugăciuni în care să slăvească pe Dumnezeu pentru toată bunătatea sa. Postul din perioada ramadanului are scopul de a insufla credincioșilor starea de recunoștință.
În creștinism se spune că recunoștința modelează viața creștină. Dat fiind faptul că creștinii consideră că au fost creați de Dumnezeu se le recomandă în a-l slăvi. În viziunea creștină Dumnezeu este creatorul tuturor lucrurilor bune și pentru aceasta se naște sentimentul de datorie morală, acest lucru creând o legătură între creștini. Recunoștința cristiană este văzută ca o virtute care nu se manifestă doar prin gânduri și rugăciuni ci și prin fapte.
În unele țări occidentale precum Franța, Marea Britanie, SUA sau Canada există sărbători prin care se mulțumește lui Dumnezeu pentru recoltă. Sărbătoarea, care se numește Action de grâce sau Thanksgiving, se sărbătorește în a doua zi de luni din octombrie în Canada iar în SUA în a patra zi de joi din luna noiembrie.

## Recunoștința față de eroi

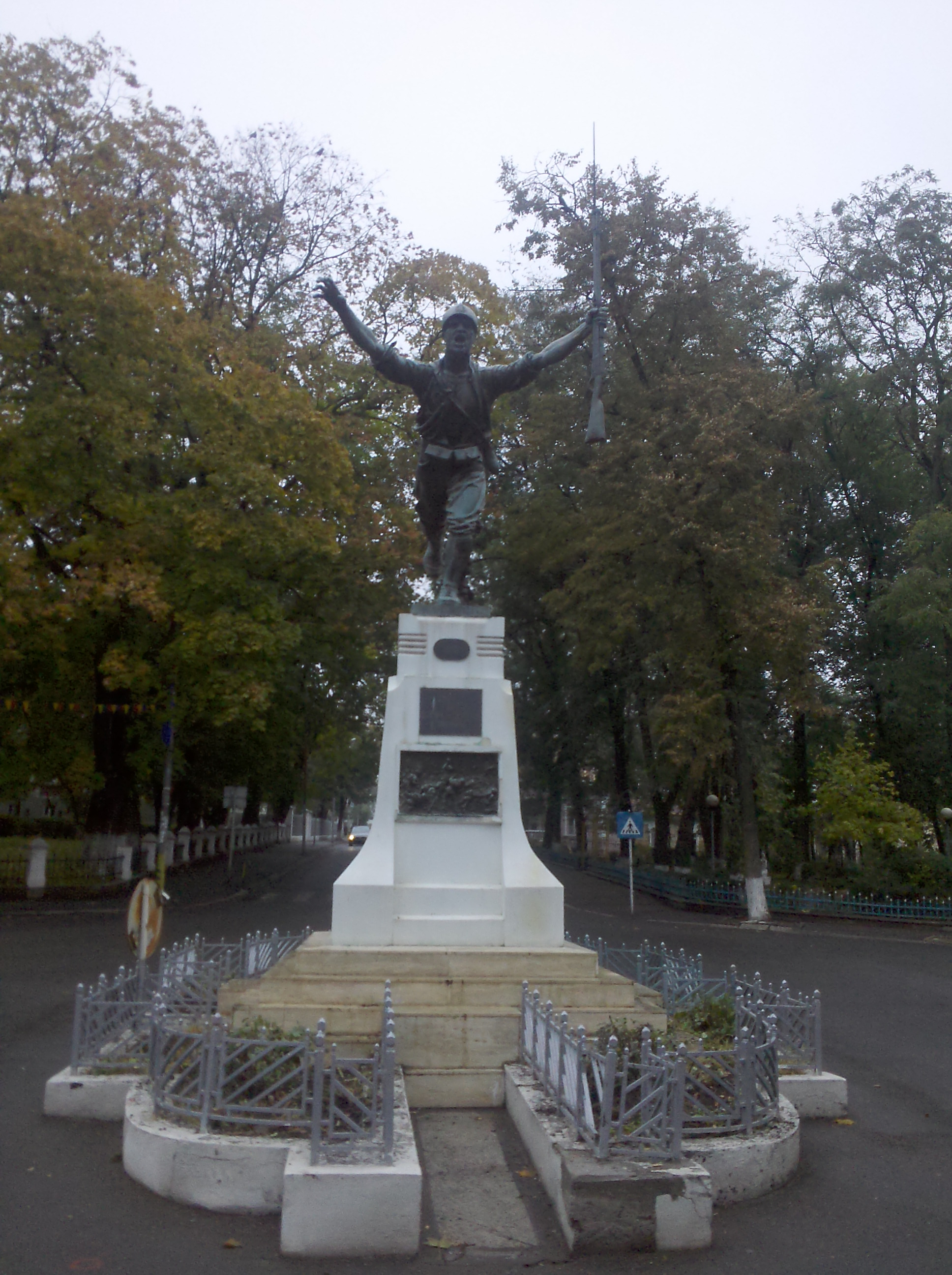
Statuie dedicată ostașului român

În întreaga lume se aduce în special recunoștință eroilor care și-au dat viața pentru apărarea patriei. Pentru aceasta în întreaga lume s-au ridicat monumente, s-au scris și cântat imnuri, ode, s-au făcut marșuri și s-au dedicat sărbători.
În România s-au ridicat monumente dedicate eroilor în majoritatea orașelor țării, care cu prilejul zilelor importante din istoria țării se aduc coroane și se fac defilări militare. Unele dintre cele mai impunătoare monumente dedicate eroilor sunt Crucea de pe Caraiman sau Mausoleul de la Mărășești. 
Biserica Ortodoxă Română a declarat ziua de 24 mai 2012 ca Ziua Eroilor neamului românesc, zi care coincide cu Înălțarea Domnului. 
În Paraguay ziua eroilor se sărbătorește la data de 1 martie. Această zi a fost aleasă în onoarea mareșalului Francisco Solano López care și-a pierdut viața în Războiul Triplei Alianțe în anul 1870 în această dată. Această zi este declarată nelucrătoare de către guvern.